# Ariel Lin
Ariel Lin Yin Chen (en chino: 林依晨, en pinyin: Yīnchén Lin, Taipéi, 29 de octubre de 1982) es una cantante y actriz taiwanesa.

## Biografía
Asistió a la Universidad Nacional Chengchi de Taiwán, con especialización en idioma coreano.
Es buena amiga de la actriz Michelle Chen, el actor Joe Cheng y la cantante Rainie Yang.
El 24 de diciembre de 2014 se casó con el empresario Charles Lin. En septiembre de 2021, la pareja anunció que estaban esperando a su primera hija, a quien le dieron la bienvenida en octubre del mismo año.

## Carrera
Es miembro de la agencia Zhouzi Entertainment.
Lin fue descubierta en Adivina Taiwán, en un programa de televisión de variedades, donde ella ganó el concurso, "Pretty Girl". 
Después de aparecer en varias series de televisión en Taiwán en la década del 2000, saltó a la fama protagonizando el personaje de Yuan Xiang Qin en el popular drama titulado "It started with a kiss" (Comenzó con un beso), junto con Joe Cheng.
Lin ha tenido un mayor éxito en el teatro Tokyo Juliet, interpretando el personaje de Lin Lai Sui con Wu Chun y Simon Yam. 
Actualmente trabaja en el drama de La Leyenda de los Héroes Cóndor (en el papel de Huang Rong, junto con Hu Ge). Ella ha admitido que trabajaría con Joe Cheng en una nueva serie de televisión titulada "Amor o pan".
En 2008, con la novela "They Kiss Again" (en chino: 惡作劇2吻) ganó el premio 43.er Golden Bell como la mejor actriz principal de televisión, es la primera actriz premiada de drama del ídolo. En mayo del año 2009, se unió con Avex Taiwan inc. (en chino: 加盟愛貝克思唱片) el mismo año del debut Mandarín álbum "El encuentro con la felicidad”. En septiembre de 2011, protagonizó en drama popular de serie de televisión "In Time With You" junto con Chen Bo-lin (en chino: 陳柏霖) ambos fueron coronados Mejor actor y Mejor actriz principal en el 47 º Golden Bell Awards.

## Filmografía

### Drama
- Prince Of Lan Ling (2013)
- In time with you (En el tiempo con usted) (FTV, 2011)
- Amor o Pan (GTV / CTV, 2008)
- Leyenda de los Héroes Cóndor (XMTV, 2008)
- Se besan de nuevo (GTV / CTV, 2007)
- Tokyo Juliet (GTV, 2006)
- Fei Tian Wai Xian (CTV, 2006)
- Comenzó con un beso (GTV/ CTV, 2005)
- Contrato de Amor (TVBS-G, 2004)
- Mi Jardín Secreto II (CTV, 2004)
- Séptimo Grado (TVBS, 2003)
- Mi jardín secreto (CTV, 2003)
- Ming Yang Hai (TTV, 2003)
- El amor verdadero 18 (GTV, 2002)

### Películas
- Kung Fu Girls (2003) (空手道少女組)
- Love Me, If You Can (2003) (飛躍情海)
- Free as Love (2004)
- Love sick (2011)
- Substitute Teacher (2012)
- Sweet Alibis (2014)

### Programa de variedades
- Happy Camp (2017, invitada)
- Keep Running (2017, invitada ep. 5.10)
- Who's the Murderer (2017, invitada ep. piloto, #3)

### Música
- Lonely del Hemisferio Norte (孤单 北半球) (tema de cierre de Love Contract)
- It Had To Be You (非 你 莫属) (termina el tema deTokyo Juliet)
- Usted (你 Ni) (tema de cierre de Se besan de nuevo)
- Lunia Opening Theme (Lunia tema de apertura: Registro de Lunia Guerra)
- El Sabor del Pan (面包 的 滋味) (termina el tema del amoroPan)

### Sesiones fotográficas
- 2019: "InStyle China"

## Premios
- 43rd Premios Campana de Oro: Mejor actriz (CTV, GTV, 2007)